# Atka (Alaska)
Atka és una població dels Estats Units a l'illa d'Atka de l'estat d'Alaska. Segons el cens del 2007 tenia 75 habitants.

## Demografia
Segons el cens del 2000, Atka tenia 92 habitants, 32 habitatges, i 20 famílies La densitat de població era de 4,1 habitants/km².
Dels 32 habitatges en un 40,6% hi vivien nens de menys de 18 anys, en un 37,5% hi vivien parelles casades, en un 9,4% dones solteres, i en un 34,4% no eren unitats familiars. En el 28,1% dels habitatges hi vivien persones soles el 9,4% de les quals corresponia a persones de 65 anys o més que vivien soles. El nombre mitjà de persones vivint en cada habitatge era de 2,69 i el nombre mitjà de persones que vivien en cada família era de 3,33.
Per edats la població es repartia de la següent manera: un 30,4% tenia menys de 18 anys, un 7,6% entre 18 i 24, un 29,3% entre 25 i 44, un 23,9% de 45 a 60 i un 8,7% 65 anys o més.
L'edat mediana era de 36 anys. Per cada 100 dones hi havia 100 homes. Per cada 100 dones de 18 o més anys hi havia 106,5 homes.
La renda mediana per habitatge era de 30.938 $ i la renda mediana per família de 34.375 $. Els homes tenien una renda mediana de 28.750 $ mentre que les dones 33.438 $. La renda per capita de la població era de 17.080 $. Cap de les famílies i el 7,5% de la població estaven per davall del llindar de pobresa.

## Poblacions més properes
El següent diagrama mostra les poblacions més properes.